# Mats Nileskär
Mats Ingvar Mikael Nileskär, tidigare  Nilsson, född 29 maj 1959, är en svensk musikjournalist på Sveriges Radio. Han är programledare för radioprogrammet P3 Soul sedan 1978; programmets namn fram till 1990-talet var Soul Corner. 
Nileskär har gjort många intervjuer med företrädare för soul-, funk- och hiphopgenrerna och har betytt mycket för intresset för afroamerikansk populärmusik i Sverige. I december 2009 gjorde Mats Nileskär sin 6 000:e intervju.
Mats Nileskär tilldelades Kerstin M Lundberg-priset 2014 med motiveringen ”för att han under decennier varit Sveriges främste och mest kärleksfulle introduktör av soul, hiphop och r’n’b, och inte minst för att han lyckats locka de mest kräsna storstjärnor till sin mikrofon”. År 2018 tilldelades han Lukas Bonniers stora journalistpris.
Han gifte sig 2000 med Elin Jönsson, dock skilde sig paret några år senare. Han är son till Stig Allan och Maj-Britt (Nilsson) Nileskär. Han är förälder till Theodore Marvin Mateus Peterzon Nileskär, född 29 maj 2008. 

## Priser och utmärkelser
- 2003 – Grammisgalans hederspris[3]
- 2014 – Kerstin M Lundberg-priset
- 2018 – Lukas Bonniers stora journalistpris